# 利安·普倫科特
利安·普倫科特（英語：Liam Plunkett；1985年4月6日—）是一位英格蘭板球運動員。他是一位右手球員。他現在效力於約克郡鄉村板球俱樂部。他也代表英格蘭板球代表隊參加國際賽事。